# Litoria umbonata
Litoria umbonata (tên tiếng Anh: Baliem River Valley Treefrog) là một loài ếch thuộc họ Pelodryadidae.
Đây là loài đặc hữu của Tây Papua, Indonesia.
Môi trường sống tự nhiên của chúng là đồng cỏ nhiệt đới hoặc cận nhiệt đới vùng đất cao, đầm nước ngọt, và vườn nông thôn.